# 美國太平洋陸軍
美國太平洋陸軍（英語：United States Army Pacific）是美國陸軍的陸軍勤務構成司令部，美國印太司令部的陸軍組成部分。負責的區域為整個太平洋地區，包含阿拉斯加、夏威夷、韓國、日本、澳洲、東南亞延伸到印度。

## 單位
美國太平洋陸軍的下屬單位目前有:
- 美國陸軍第一軍（I Corps）
  -  美國陸軍第25輕步兵師（25th Infantry Division）
    - 第2步兵旅級戰鬥隊（2nd Infantry Brigade Combat Team, 25th Infantry Division）
    - 第3步兵旅級戰鬥隊（3rd Infantry Brigade Combat Team, 25th Infantry Division）
    - 第25野戰砲兵旅（25th Infantry Division Artillery）

  -  美國阿拉斯加陸軍
    - 第1機械化步兵旅級戰鬥隊（1st Stryker Brigade Combat Team）
    -  第4空降旅級戰鬥隊（4th Brigade Combat Team (Airborne), 25th Infantry Division）

  -  美國陸軍第11空降師（11th Airborne Division）
  -  美國陸軍第7步兵師（7th Infantry Division）
    - 第2機械化步兵旅級戰鬥隊（2nd Stryker Brigade Combat Team）
    - 第81機械化步兵旅級戰鬥隊（81st Stryker Brigade Combat Team）
    - 師屬砲兵旅（英语：2nd Infantry Division Artillery (United States)）
    - 第555工兵旅（英语：555th Engineer Brigade (United States)）
    - 第17野戰砲兵旅（英语：17th Field Artillery Brigade (United States)）
    - 第201遠征軍事情報旅（英语：201st Expeditionary Military Intelligence Brigade）
    - 第16戰鬥航空旅（16th Combat Aviation Brigade）
- 美國駐日陸軍（United States Army, Japan）
- 美國第八軍團（Eighth United States Army）
  -  第2步兵师（2nd Infantry Division）
  -  第19遠征保障司令部（19th Expeditionary Sustainment Command）
    -  第35防空砲兵旅（英语：35th Air Defense Artillery Brigade (United States)）（）
    -  第501軍事情報旅（英语：501st Military Intelligence Brigade (United States)）（）
    -  第1通信旅（英语：1st Signal Brigade (United States)）（）
    -  第65医务旅（英语：65th Medical Brigade (United States)）（）
- 第94防砲與飛彈防禦司令部（英语：94th Army Air and Missile Defense Command）
- 第8戰區保障司令部
  -  第8憲兵旅（8th Military Police Brigade）
  -  第130工兵旅（英语：130th Engineer Brigade (United States)）
- 第311通信司令部
  - 第1通信旅（1st Signal Brigade）
  - 第516通信旅（516th Signal Brigade）
- 第18醫療司令部
- 第500軍事情報旅
- 第9任務支援司令部（英语：9th Mission Support Command）（陸軍預備役）
- 第196步兵旅（英语：196th Infantry Brigade (United States)）（陸軍預備役）